# 第二十九号型水雷艇
| 第二十九号型水雷艇 | 第二十九号型水雷艇                                             |
| ------------------ | -------------------------------------------------------------- |
| 第29号水雷艇       |                                                                |
| 艦級概観           |                                                                |
| 艦種               | 水雷艇                                                         |
| 艦名               | 番号                                                           |
| 前級               | 第二十二号型水雷艇                                             |
| 次級               | 隼型水雷艇                                                     |
| 次級               | 白鷹                                                           |
| 要目（竣工時）     |                                                                |
| 排水量             | 常備：89トン                                                   |
| 全長               | 垂線間長：37.00m (121ft 4in)                                   |
| 全幅               | 4.19m (13ft 9in)                                               |
| 吃水               | 1.22m (4ft 0in)                                                |
| 機関               | ノルマン式缶2基 直立式3気筒3段膨張レシプロ1基 1軸、2,000馬力   |
| 速力               | 26ノット                                                       |
| 航続距離           |                                                                |
| 燃料               | 石炭：11.7トン（満載）                                         |
| 乗員               |                                                                |
| 兵装 （1894年）    | 5.7cm山内式単装軽速射砲1基 36cm魚雷発射管 旋回式2門、固定式1門 |
| 同型艦             | 2隻                                                            |

第二十九号型水雷艇（だいにじゅうきゅうごうがたすいらいてい、旧字体：第二十九號型水雷艇）は、日本海軍の二等水雷艇。同型艇2隻。

## 概要
1896年（明治29年）度の計画によりフランスのノルマン社で建造された「ノルマン型」水雷艇。建造時はそれぞれ「一号80トン水雷艇」「二号80トン水雷艇」と仮称した。フランス海軍水雷艇第201号型の派生型で出力2,000馬力、速力26ノットに達した。
竣工後は横須賀水雷団に所属、日露戦争では津軽海峡の警備に従事し、第30号が密航船2隻を拿捕している。

## 同型艦
2隻ともフランス・ノルマン社で建造され、呉造船廠で組み立てられた。
- 第29号 : 1900年（明治33年）3月23日竣工。1916年（大正5年）7月1日除籍。
- 第30号 : 1900年（明治33年）3月30日竣工。1913年（大正2年）4月1日除籍。

艇長
油谷堅蔵 大尉：1906年12月20日 - 1907年4月12日